# سیلوین دیستین
سیلوین دیستین (فرانسوی: Sylvain Distin‎؛ زادهٔ ۱۶ دسامبر ۱۹۷۷) بازیکن فوتبال سابق اهل فرانسه است.
از باشگاه‌هایی که در آن بازی کرده‌است می‌توان به پاری سن ژرمن، نیوکاسل یونایتد، منچستر سیتی، پورتسموث، اورتون و بورنموث اشاره کرد.

## افتخارات

### باشگاهی
پورتسموث
- جام حذفی فوتبال انگلستان: ۰۸–۲۰۰۷